# Saint-Norbert
Pour les articles homonymes, voir Saint-Norbert (homonymie).
Saint-Norbert est une municipalité de paroisse du Québec (Canada), faisant partie de la région administrative de Lanaudière et de la municipalité régionale de comté (MRC) de D'Autray. Elle est située au nord-ouest de Sainte-Geneviève-de-Berthier, municipalité à laquelle elle était rattachée à l'origine.

## Toponymie
La municipalité est nommée en hommage à Saint Norbert.

## Histoire
La paroisse de Saint-Norbert est détachée de celle de Sainte-Genevieve-de-Berthier en 1848.
L'église au centre du village est inaugurée en 1876.

## Géographie
À partir de son crénon, la rivière Bonaventure traverse la municipalité du nord-est jusqu'à la pointe sud de la municipalité.

## Démographie
| 1991 | 1996  | 2001  | 2006  | 2011  | 2016  | 2021  |
| ---- | ----- | ----- | ----- | ----- | ----- | ----- |
| 971  | 1 070 | 1 046 | 1 067 | 1 059 | 1 003 | 1 060 |

## Administration
Les élections municipales se font en bloc pour le maire et les six conseillers.
| Saint-Norbert Maires depuis 2001                                                                                     |                   |         |          |
| Élection | Maire             | Qualité | Résultat |
| 2001 | Martin Laporte    |         |          |
| 2005 | André Dauphin     |         | Voir     |
| 2009 | André Dauphin     | Voir    |          |
| 2013 | Guy Paradis       |         | Voir     |
| 2017 | Michel Lafontaine |         | Voir     |
| 2017 | Michel Lafontaine | Voir    |          |
| 2021 | Sonia Desjardins  |         | Voir     |
| Élection partielle en italique Depuis 2005, les élections sont simultanées dans toutes les municipalités québécoises |                   |         |          |

## Personnalités
Saint-Norbert est la municipalité d'origine de la violoniste Angèle Dubeau. L'auteur-compositeur-interprète Jean-Pierre Ferland y réside depuis les années 1970.

## Éducation
La Commission scolaire des Samares administre les écoles francophones:
- École Sainte-Anne[7]

La Commission scolaire Sir Wilfrid Laurier administre les écoles anglophones:
- École primaire Joliette à Saint-Charles-Borromée[8]
- École secondaire Joliette à Joliette[9]

## Culture et patrimoine

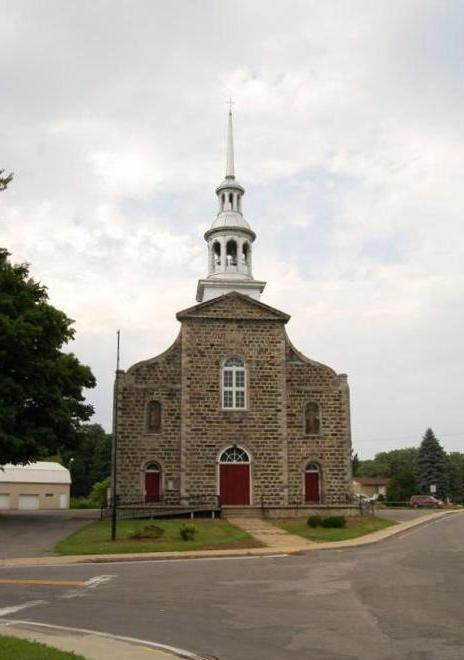
Église de Saint-Norbert

L'ancienne église abrite l'Espace culturel Jean-Pierre Ferland. Le bâtiment et son décor intérieur ont été cités en 2022.